# お菊
お菊（おきく）は、安土桃山時代から江戸時代初期の女性。関白・豊臣秀次の処刑を免れた娘で、母は淡輪徹斎の養女の小督局で後藤氏の出身。

## 人物

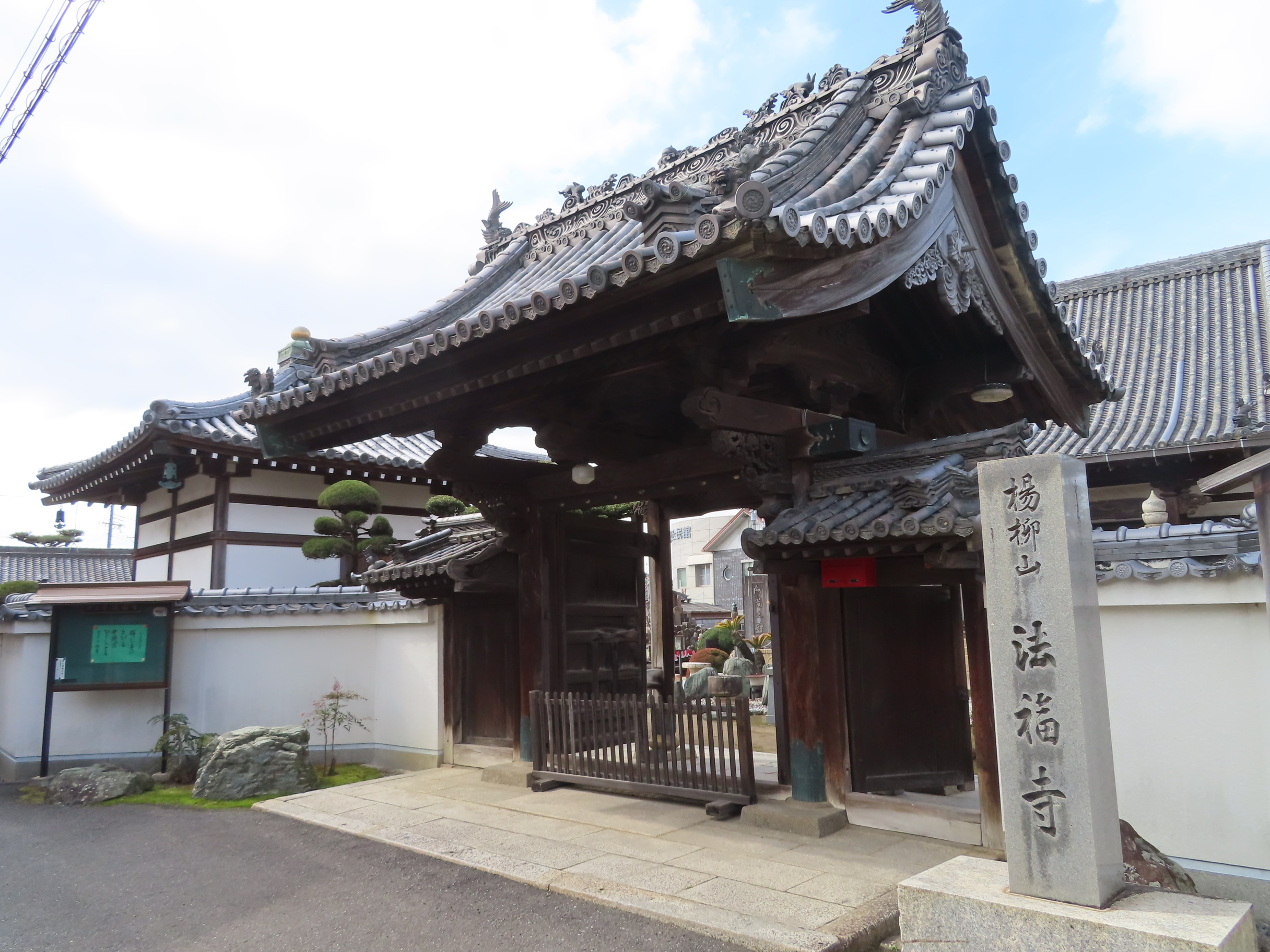
お菊の木像が納められた法福寺

文禄4年（1595年）8月2日、豊臣秀次の妻子、女房ら39人の眷族が処刑され、小督局も31歳で京都の三条河原で処刑された。辞世の句は下記。
生後まもない女児は、益田少将と富田一白（左近将監）に救われて、密かに祖父の出身地である波有手村（ぼうでむら）の後藤六郎兵衛興義に預けられた。興義は、小督局の実父である後藤政義の嫡男で、小督局の兄、女児からは伯父にあたる。この女児と同様に隆清院も処刑から逃れることができた。
女児は菊と名付けられ、20歳になると、紀伊国の代官である山口喜内の嫡男・兵内に嫁いだ。
ところがまもなく、大坂夏の陣が起こった。山口家は豊臣方に味方するが、兵内は大坂城に入って（菊の）義理の伯父の淡輪重政と共に樫井の戦いで討ち死にし、舅の喜内は紀伊に留まって紀州一揆を起こしたが、浅野家に鎮圧されて失敗したので、一族は尽く刑死されることになった。淡輪家には紀伊藩士の者もあり、山口家に嫁いで数日であったため、菊のみが赦されることになったが、自ら共に処刑されることを望み、元和元年（1615年）6月6日に紀州南穂村の河原で刑死した。
後藤家の養母は菊を哀れみ、後藤家の菩提寺である楊柳山法福寺に菊の木像を納め、冥福を祈ったという。

## 登場作品
- その時歴史が動いた 戦国の「ゲルニカ」 ～大坂夏の陣、惨劇はなぜ起きたのか～（NHK）
- 日本史サスペンス劇場 繰り返される戦国の動乱 お初は生き残れるのか？（日本テレビ）